# Simone Renant
Simone Renant est une actrice française, née le 19 mars 1911 à Amiens et morte le 29 mars 2004 à Garches.

## Biographie

### Jeunesse et formation
De son vrai nom Georgette Buigny, elle naît à Amiens en 1911. Âgée de quinze ans, elle entre au conservatoire de la ville, dont elle sort deux ans plus tard avec un premier prix d'art dramatique. Elle vient alors à Paris et passe trois ans au conservatoire de la rue de Madrid, où elle obtient en 1932 un second prix.

### Carrière artistique
Simone Renant débute à la scène avec André Luguet puis au théâtre du Vieux-Colombier dans des rôles classiques, puis au cinéma en 1932 avec La Folle Nuit, puis Escale en 1935. 
Sur le tournage des Perles de la couronne de Sacha Guitry, elle rencontre Christian-Jaque. Celui-ci lui donne des rôles plus importants notamment dans L'École des journalistes. En 1943, elle est Marie-Ange (avec Jean Marais) dans Voyage sans espoir de Christian-Jaque. L'un de ses meilleurs rôles est celui d'une photographe lesbienne secrètement amoureuse de Suzy Delair  dans Quai des Orfèvres en 1947.
Après 1954, elle n'a plus au cinéma que des petits rôles ou des participations, et elle se consacre alors plus au théâtre ou à la télévision. On la revoit cependant aux côtés de Jean-Paul Belmondo dans L'Homme de Rio et joue le rôle de la mère d'Alain Delon dans Trois hommes à abattre.
Elle est membre du jury du Festival de Cannes 1960. Elle se retire du métier d'actrice en 1982, avec une dernière participation à un téléfilm diffusé l’année suivante.

### Mort
Simone Renant meurt en 2004 à Garches et est inhumée dans la ville voisine de Marly-le-Roi.

### Vie privée

Simone Renant et Jean Gabin au bal de la Voilette à la maison de la Pensée française en 1948.

Simone Renant a été mariée trois fois :
- de 1933 à 1940 avec le journaliste Charles Gombault ;

- du 19 juin 1940 au 11 mai 1944 avec le réalisateur Christian-Jaque ;

- de 1975 à sa mort avec le producteur Alexandre Mnouchkine.

## Théâtre
- 1933 : Le Bonheur d'Henri Bernstein, mise en scène de l'auteur, théâtre du Gymnase
- 1935 : Margot d'Édouard Bourdet, mise en scène Pierre Fresnay, théâtre Marigny
- 1935 : Y'avait un prisonnier de Jean Anouilh, théâtre des Ambassadeurs
- 1937 : Les Vignes du seigneur de Robert de Flers et Francis de Croisset, théâtre de la Michodière
- 1937 : Baignoire B. de Maurice Diamant-Berger, mise en scène Jean Wall, théâtre Marigny
- 1938 : Femmes de Clare Boothe, adaptation Jacques Deval, mise en scène Jane Marnac et Juliette Delannoy, théâtre Pigalle
- 1939 : Roi de France de Maurice Rostand, mise en scène Harry Baur, théâtre de l'Œuvre
- 1942 : Une jeune fille savait d'André Haguet, mise en scène Louis Ducreux, théâtre des Bouffes-Parisiens
- 1944 : Monsieur chasse ! de Georges Feydeau, mise en scène Jean Darcante, Palace
- 1946 : Jeux d'esprits de Noël Coward, mise en scène Pierre Dux, théâtre de la Madeleine
- 1947-1948 : Nous irons à Valparaiso de Marcel Achard, mise en scène Pierre Blanchar, théâtre de l'Athénée puis théâtre des Ambassadeurs
- 1950 : Le Voyage d'Henry Bataille, mise en scène Henri Bernstein, théâtre des Ambassadeurs
- 1950 : Victor d'Henri Bernstein, mise en scène de l'auteur, théâtre des Ambassadeurs
- 1953-1954 : Treize à table de Marc-Gilbert Sauvajon, mise en scène de l'auteur, théâtre des Capucines puis théâtre des Célestins
- 1956 : La Gueule du loup de Stephen Wendt et Marc-Gilbert Sauvajon, mise en scène Marc-Gilbert Sauvajon, théâtre de la Porte-Saint-Martin
- 1957 : Patate de Marcel Achard, mise en scène Pierre Dux, théâtre Saint-Georges
- 1959 : Le Cœur léger de Samuel Taylor et Cornelia Otis Skinner, mise en scène Jacques Charon, théâtre de l'Athénée
- 1961 : Que les hommes sont chers ! de Jaime Silas, mise en scène Robert Manuel, théâtre Daunou
- 1962 : Le Guilledou de Michael Clayton Hutton, mise en scène Robert Manuel, théâtre Michel
- 1964 : Les Œufs de l'autruche de André Roussin, mise en scène de l'auteur, théâtre de la Madeleine

## Filmographie

### Cinéma
- 1932 : La Folle Nuit de Robert Bibal et Léon Poirier
- 1935 : Escale de Louis Valray : Marcelle
- 1936 : La Moule de Jean Delannoy (court-métrage)
- 1936 : On ne roule pas Antoinette de Paul Madeux et Christian-Jaque : Antoinette
- 1936 : L'Ange du foyer de Léon Mathot :
- 1936 : L'École des journalistes de Christian-Jaque : Simone Dubreuil
- 1936 : La Mystérieuse Lady de Robert Péguy : la secrétaire
- 1937 : Les Pirates du rail de Christian-Jaque : Marie Pearson
- 1937 : Les Perles de la couronne de Sacha Guitry et Christian-Jaque : Madame du Barry
- 1940 : Elles étaient douze femmes de Georges Lacombe : Gaby
- 1941 : Mam'zelle Bonaparte de Maurice Tourneur : Adèle Rémy
- 1942 : La Duchesse de Langeais de Jacques de Baroncelli : vicomtesse Émilie de Fontaine
- 1942 : Lettres d'amour de Claude Autant-Lara : préfète Hortense de la Jacquerie
- 1942 : Romance à trois de Roger Richebé : Huguette
- 1943 : Domino de Roger Richebé : Laurette
- 1943 : Voyage sans espoir de Christian-Jaque : Marie-Ange
- 1945 : L'Ange qu'on m'a donné de Jean Choux : Claire Girard
- 1946 : La Tentation de Barbizon de Jean Stelli : Angel / Eva Parker
- 1946 : Le Mystérieux Monsieur Sylvain de Jean Stelli : Françoise Dastier
- 1947 : Quai des Orfèvres de Henri-Georges Clouzot : Dora Monier
- 1948 : Après l'amour de Maurice Tourneur : Nicole Mésaule
- 1948 : Bal Cupidon de Marc-Gilbert Sauvajon : Isabelle
- 1950 : Pas de pitié pour les femmes de Christian Stengel : Marianne Séverin
- 1950 : L'Homme de joie de Gilles Grangier : Madeleine Jolivet
- 1951 : Tapage nocturne de Marc-Gilbert Sauvajon : Marie Varescot
- 1951 : Le Fils de Lagardère de Fernando Cerchio : Mathilde Pérolle
- 1953 : La nuit est à nous de Jean Stelli : Françoise Clozat
- 1954 : Boulevards de Paris (Bedevilled) de Mitchell Leisen : Francesca
- 1954 : Escale à Orly de Jean Dréville : Gloria Morena
- 1955 : Napoléon de Sacha Guitry et Eugène Lourié (scène coupée au montage)
- 1956 : Si Paris nous était conté de Sacha Guitry : la marquise de V…
- 1957 : Les Œufs de l'autruche de Denys de La Patellière : Thérèse Barjus
- 1958 : Sans famille d'André Michel : Lady Mary Milligan
- 1958 : Échec au porteur de Gilles Grangier : Denise Giraucourt
- 1958 : Faibles Femmes de Michel Boisrond : Marguerite Maroni, la mère d'Hélène
- 1959 : Les Liaisons dangereuses 1960 de Roger Vadim : Madame Volanges
- 1960 : La Française et l'Amour, sketch La Femme seule de Jean-Paul Le Chanois : l'avocate de Désiré
- 1960 : Vive Henri IV, vive l'amour de Claude Autant-Lara : Charlotte de Trémolle
- 1961 : Cadavres en vacances de Jacqueline Audry : l'hôtelière
- 1964 : L'Homme de Rio de Philippe de Broca : Lola, la chanteuse de cabaret
- 1969 : Un homme qui me plaît de Claude Lelouch : l'amie de Françoise
- 1977 : Tendre Poulet de Philippe de Broca : Suzanne
- 1980 : Trois hommes à abattre de Jacques Deray : la mère de Michel Gerfaut

### Télévision
- 1954 : Nous irons à Valparaiso de Claude Barma (téléfilm)
- 1961 : Les Parents terribles de Jean Cocteau, réalisation Jean-Paul Carrère (téléfilm)
- 1963 : Asmodée de Roger Iglesis (téléfilm)
- 1965 : Quelle famille ! de Roger Pradines (série) : Madame Anodin
- 1967 : Au théâtre ce soir :Treize à table de Marc-Gilbert Sauvajon, mise en scène de l'auteur, réalisation Pierre Sabbagh : Madeleine
- 1972 : Au théâtre ce soir : Les Œufs de l'autruche d'André Roussin, mise en scène de l'auteur, réalisation Pierre Sabbagh : Thérèse
- 1975 : Au théâtre ce soir : Le Système Ribadier de Georges Feydeau, mise en scène Robert Manuel, réalisation Pierre Sabbagh : Angèle
- 1977 : Aurore et Victorien de Jean-Paul Carrère (mini série) : la comtesse de Réquistat
- 1979 : Le Petit Théâtre d'Antenne 2 : La Belette de Georges Ferraro
- 1983 : Liberté-liberté d'Alain Dhouailly (téléfilm) : Annette